# Ted Larsen
Theodore Larsen, detto Ted (Palm Harbor, 13 giugno 1987), è un giocatore di football americano statunitense che gioca nel ruolo di centro per i New York Giants della National Football League (NFL). Fu scelto nel corso del sesto giro (206º assoluto) del Draft NFL 2010 dai New England Patriots. Al college ha giocato a football alla North Carolina State University.

## Carriera professionistica

### New England Patriots
Larsen fu scelto dai New England Patriots nel sesto giro del Draft 2010. Il 18 maggio firmò un contratto quadriennale con la squadra. Fu svincolato il 4 settembre 2010.

### Tampa Bay Buccaneers
Il 5 settembre 2010, Larsen firmò con i Tampa Bay Buccaneers. Nella sesta gara della stagione partì come guardia destra, sostituendo Keydrick Vincent che sarebbe stato presto svincolato. Nella stagione 2011, Larsen giocò tutte le 16 gare della stagione dei Bucs (3 come titolare) dividendosi nei ruoli di centro e guardia. Nel 2012, Larsen disputò come titolare 13 gare su 16 come centro, facendo parte di una linea offensiva che permise al running back rookie Doug Martin di correre 1.454 yard e al quarterback Josh Freeman 4.065 yard, entrambi record di franchigia della squadra. Nella stagione successiva giocò ancora tutte le 16 partite, ma solo 4 come titolare.

### Arizona Cardinals
Il 12 marzo 2014, Larsen firmò con gli Arizona Cardinals.

### Chicago Bears
Il 30 marzo 2016, Larsen firmò un contratto di un anno con i Chicago Bears.

### Miami Dolphins
Il 9 marzo 2017, Larsen firmò un contratto triennale con i Miami Dolphins. Nella gara del 19 dicembre 2018 prese parte all'azione finale contro i New England Patriots divenuta nota come Miracle in Miami: Larsen seguì l'azione per 40 yard portando un blocco feroce sul difensore dei Patriots Patrick Chung, che in caso contrario avrebbe placcato il compagno Kenyan Drake che andò a segnare il touchdown della vittoria in rimonta.

### Chicago Bears
Il 13 marzo 2019 Larsen firmò un contratto di un anno con i Chicago Bears.

## Palmarès
- Super Bowl : 1

Tampa Bay Buccaneers: LV
- National Football Conference Championship: 1

Tampa Bay Buccaneers: 2020